# Västra Nylands landskapsmuseum
Raseborgs Museum - Regionalt Ansvarsmuseum i Västra Nylands  (finska: Länsi-Uudenmaan museo) är ett finländskt kommunägt museum och stadsmuseum i Raseborgs stad.
Västra Nylands museum grundades som Ekenäs museum 1906 och hade ursprungligen utställningslokal i rådhuset. Museet var sedermera lokaliserat på tomten till en borgargård från sekelskiftet 1700/1800 mellan Gustav Wasas gata och Parkgatan. Där ligger idag Västra Nylands museums utställningsenhet EKTA museum, med Borgargården och uthuslängan, en senare byggd museihall och Fotografiateljén i Lindbladska huset.
I Snappertuna ligger Forngårdens museum, som tidigare till 1977 drivits av dåvarande Snappertuna kommun. 
Västra Nylands museum är regionalt ansvarsmuseum för den västra delen av landskapet Nyland, omfattande kommunerna Ingå, Hangö, Högfors. Kyrkslätt, Lojo, Raseborg, Sjundeå och Vichtis.